# A magyar labdarúgó-válogatott mérkőzései 2003-ban
A magyar labdarúgó-válogatott 2003-ban tíz mérkőzést játszott. Igaz, az első mérkőzés a szünetben - a nagy vihar miatt - félbeszakadt. A hat Európa-bajnoki selejtezőből a tavaszi idényben játszott mérkőzéseken 7 pontot szerzett a csapat, mégsem volt esélye kijutni a 2004-es labdarúgó-Európa-bajnokságra, főképp, mert az őszi idényben valamennyi mérkőzésen vereséget szenvedett ellenfeleitől. Összességében a válogatott három győzelem és egy döntetlen mellett hat vereséget szenvedett ebben az évben.

## Eredmények
Barátságos mérkőzés
| 769. mérkőzés 2003. február 12. | Bulgária                  | félbeszakadt                    | Magyarország | Lárnaka, Ciprus Nézőszám: 200 Játékvezető: Kósztasz Theodótu (ciprusi) |
| 769. mérkőzés 2003. február 12. | Jankovics 35' Kisisev 35' | (1 – 0) (Jegyzőkönyv) Részletek |              | Lárnaka, Ciprus Nézőszám: 200 Játékvezető: Kósztasz Theodótu (ciprusi) |

2004-es labdarúgó-Európa-bajnokság-selejtező
| 770. mérkőzés 2003. március 29. | Lengyelország  | 0 – 0                   | Magyarország | Chorzów Nézőszám: 48 000 Játékvezető: Massimo de Santis (olasz) |
| 770. mérkőzés 2003. március 29. | Bąk Stolarczyk | (Jegyzőkönyv) Részletek | Dragóner     | Chorzów Nézőszám: 48 000 Játékvezető: Massimo de Santis (olasz) |

2004-es labdarúgó-Európa-bajnokság-selejtező
| 771. mérkőzés 2003. április 2. | Magyarország         | 1 – 2                           | Svédország                                                          | Puskás Ferenc Stadion, Budapest Nézőszám: 29 000 Játékvezető: Batista (portugál) |
| 771. mérkőzés 2003. április 2. | Lisztes 65' Sebők J. | (0 – 1) (Jegyzőkönyv) Részletek | Allbäck 35' 67' M. Svensson Mjällby A. Svensson Ljungberg Källström | Puskás Ferenc Stadion, Budapest Nézőszám: 29 000 Játékvezető: Batista (portugál) |

Barátságos mérkőzés
| 772. mérkőzés 2003. április 30. | Magyarország                                       | 5 – 1                           | Luxemburg    | Megyeri úti stadion, Budapest Nézőszám: 1 500 Játékvezető: Skomina (szlovén) |
| 772. mérkőzés 2003. április 30. | Gera 18' Szabics 52' 90+2' Lisztes 61' Kenesei 68' | (1 – 1) (Jegyzőkönyv) Részletek | Strasser 26' | Megyeri úti stadion, Budapest Nézőszám: 1 500 Játékvezető: Skomina (szlovén) |

2004-es labdarúgó-Európa-bajnokság-selejtező
| 773. mérkőzés 2003. június 7. | Magyarország                                       | 3 – 1                           | Lettország                                   | Puskás Ferenc Stadion, Budapest Nézőszám: 3 500 Játékvezető: Merk (német) |
| 773. mérkőzés 2003. június 7. | Szabics 50' 58' Gera 87' Juhár 61′ Fehér Cs. Urbán | (0 – 1) (Jegyzőkönyv) Részletek | Verpakovskis 38' Koliņko Astafjevs Bleidelis | Puskás Ferenc Stadion, Budapest Nézőszám: 3 500 Játékvezető: Merk (német) |

2004-es labdarúgó-Európa-bajnokság-selejtező
| 774. mérkőzés 2003. június 11. | San Marino             | 0 – 5                           | Magyarország                                           | Serravalle Nézőszám: 1 410 Játékvezető: Kenny Clark (skót) |
| 774. mérkőzés 2003. június 11. | Albani Marani Montagna | (0 – 2) (Jegyzőkönyv) Részletek | Böőr 5' Lisztes 20' 83' Kenesei 61' Szabics 77' Dárdai | Serravalle Nézőszám: 1 410 Játékvezető: Kenny Clark (skót) |

Barátságos mérkőzés
| 775. mérkőzés 2003. augusztus 20. | Szlovénia                           | 2 – 1                           | Magyarország   | Muraszombat Nézőszám: 5 000 Játékvezető: Sowa (osztrák) |
| 775. mérkőzés 2003. augusztus 20. | Šukalo 3' Cimirotič 76' Zahovič 71′ | (1 – 0) (Jegyzőkönyv) Részletek | Fehér M. 90+2' | Muraszombat Nézőszám: 5 000 Játékvezető: Sowa (osztrák) |

2004-es labdarúgó-Európa-bajnokság-selejtező
| 776. mérkőzés 2003. szeptember 10. | Lettország                         | 3 – 1                           | Magyarország          | Skonto-stadion, Riga Nézőszám: 3 000 Játékvezető: Larsen (dán) |
| 776. mérkőzés 2003. szeptember 10. | Verpakovskis 38' 50' Bleidelis 42' | (2 – 0) (Jegyzőkönyv) Részletek | Lisztes 52' Fehér Cs. | Skonto-stadion, Riga Nézőszám: 3 000 Játékvezető: Larsen (dán) |

2004-es labdarúgó-Európa-bajnokság-selejtező
| 777. mérkőzés 2003. október 11. | Magyarország                         | 1 – 2                           | Lengyelország                            | Puskás Ferenc Stadion, Budapest Nézőszám: 15 000 Játékvezető: Mejuto González (spanyol) |
| 777. mérkőzés 2003. október 11. | Szabics 49' Juhár Bódog Lisztes Böőr | (0 – 1) (Jegyzőkönyv) Részletek | Niedzielan 11' 63' Sobolewski Niedzielan | Puskás Ferenc Stadion, Budapest Nézőszám: 15 000 Játékvezető: Mejuto González (spanyol) |

Barátságos mérkőzés
| 778. mérkőzés 2003. november 19. | Magyarország                 | 0 – 1                           | Észtország          | Üllői út, Budapest Nézőszám: 457 Játékvezető: Sedivy (cseh) |
| 778. mérkőzés 2003. november 19. | Dragóner 45' Korolovszky 62' | (0 – 0) (Jegyzőkönyv) Részletek | Rooba 87' Rooba 90' | Üllői út, Budapest Nézőszám: 457 Játékvezető: Sedivy (cseh) |